# Cylindromasicera prima
Cylindromasicera prima är en tvåvingeart som beskrevs av Townsend 1915. Cylindromasicera prima ingår i släktet Cylindromasicera och familjen parasitflugor.
Artens utbredningsområde är Peru. Inga underarter finns listade i Catalogue of Life.